# Gamma Hydri
Ne doit pas être confondu avec Gamma Hydrae.
Désignations
Gamma Hydri (γ Hyi) est une étoile géante de troisième magnitude de la constellation australe de l'Hydre mâle. Elle est la troisième étoile la plus brillante de cette constellation après β Hydri et α Hydri. D'après la mesure de sa parallaxe annuelle par le satellite Hipparcos, elle est située à environ 214 années-lumière de la Terre. Elle s'éloigne du Système solaire à une vitesse radiale de +16 km/s.
Gamma Hydri est une géante rouge de type spectral M1III avec une température de surface de 3 499 K. Elle est située sur la branche asymptotique des géantes (AGB) du diagramme H-R. L'étoile possède une luminosité 513 fois plus grande que celle du Soleil. Son rayon est 62 fois supérieur au rayon solaire, soit 2/3 de la distance entre Mercure et le Soleil. C'est une étoile variable semi-régulière de sous-type SRb, dont la magnitude apparente varie entre 3,22 et 3,29.